# Magnesio-Foitit
Das Mineral Magnesio-Foitit ist ein seltenes Ringsilikat aus der Turmalingruppe mit der idealisierten chemischen Zusammensetzung ☐(Mg2Al)Al6(Si6O18)(BO3)3(OH)3(OH).
Anhand äußerer Kennzeichen ist Magnesio-Foitit nicht von anderen, farblosen oder bläulichen Turmalinen zu unterscheiden. Sie kristallisieren mit trigonaler Symmetrie und bilden blaugraue, nadelförmige bis haarformige Kristalle von unter einem Millimeter Länge und 5-15 µm Breite. Im Dünnschliff zeigen sie einen Pleochroismus von farblos oder blass lavendelfarben nach blaugrau. Wie alle Minerale der Turmalingruppe sind sie pyroelektrisch und piezoelektrisch.
Magnesio-Foitit ist nur an wenigen Fundorten weltweit zweifelsfrei nachgewiesen worden. Die Typlokalität sind andesitische Tuffe und vulkanische Brekzien aus dem Kyonosawa-Gebiet in der Präfektur Yamanashi auf der Insel Honshu, Japan, die von sauren Lösungen umgewandelt worden sind.

## Etymologie und Geschichte
Alkalifreie Magnesium-Turmaline wurden synthetisiert, lange bevor vergleichbare natürliche Turmaline beschrieben worden sind. Bereits 1957 synthetisierten Cliffort Frondel und R. L. Collette an der Harvard University Magnesium-Turmalin über die Reaktion von Kaolin mit MgSO4, Wasser und Borsäure in Abwesenheit von Natrium. Umfangreiche experimentelle Untersuchungen der Kristallchemie von alkalifreien Magnesium-Turmalinen führten dann Philip E. Rosenberg und Franklin F. Foit in den 1980er Jahren an der Washington State University durch.
Die Bedeutung von solchen Turmalinen für natürliche Mischkristalle lieferte eine statistische Analyse zahlreicher Turmalinanalysen, die Foit und Rosenberg 1977 publizierten und 1994 entdeckten Satoshi Matsubara und Akira Kato vom National Science Museum in Tokio und Masaaki Shimizu von der Toyama University in Toyama, Japan das Magnesium-Analog von Foitit in hydrothermal veränderten andesitischen Tuffen. Es wurde 1998 von der CNMNC der International Mineralogical Association (IMA) mit dem Namen Magnesiofoitit als neues Mineral anerkannt. Der Name für das Magnesium-Analog von Foitit bezieht sich auf dessen Zusammensetzung. Im Zuge einer Überarbeitung der Nomenklatur der Turmaline wurde die Schreibweise von Magnesiofoitit im Jahr 2011 geändert auf Magnesio-Foitit.

## Klassifikation
In der strukturellen Klassifikation der International Mineralogical Association (IMA) gehört Magnesio-Foitit zusammen mit Foitit und Celleriit zur Leerstellen-Untergruppe 1 der Leerstellen-Gruppe in der Turmalinobergruppe.
Da der Magnesio-Foitit erst 1998 als eigenständiges Mineral anerkannt wurde, ist er in der seit 1977 veralteten 8. Auflage der Mineralsystematik nach Strunz noch nicht verzeichnet. Einzig im Lapis-Mineralienverzeichnis nach Stefan Weiß, das sich aus Rücksicht auf private Sammler und institutionelle Sammlungen noch nach dieser alten Form der Systematik von Karl Hugo Strunz richtet, erhielt das Mineral die System- und Mineral-Nummer VIII/E.19-15. In der „Lapis-Systematik“ entspricht dies der Klasse der „Silikate und Germanate“ und dort der Abteilung der „Ringsilikate“, wobei in den Gruppen VIII/E.12 bis VIII/E.21 die Ringsilikate mit Sechserringen [Si6O18]12− eingeordnet sind. Magnesio-Foitit (hier auch Magnesiofoitit) bildet hier zusammen mit Adachiit, Bosiit, Chromdravit (heute Chrom-Dravit), Chromo-Aluminopovondrait (heute Chromo-Alumino-Povondrait), Darrellhenryit, Dravit, Elbait, Feruvit, Fluor-Buergerit, Fluor-Dravit, Fluor-Elbait, Fluor-Liddicoatit, Fluor-Schörl, Fluor-Tsilaisit, Fluor-Uvit, Foitit, Lucchesiit, Luinait-(OH) (heute diskreditiert), Maruyamait, Oxy-Chromdravit (heute Oxy-Chrom-Dravit), Oxy-Dravit, Oxy-Foitit, Oxy-Schörl, Oxy-Vanadiumdravit (heute Oxy-Vanadium-Dravit), Rossmanit, Schörl, Olenit, Povondrait, Tsilaisit, Uvit, Vanadio-Oxy-Chromdravit (heute Vanadio-Oxy-Chrom-Dravit) und Vanadio-Oxy-Dravit die „Turmalin-Gruppe“ bildet (Stand 2018).
Die seit 2001 gültige und von der International Mineralogical Association (IMA) zuletzt 2009 aktualisierte 9. Auflage der Strunz’schen Mineralsystematik ordnet den Magnesio-Foitit ebenfalls in die Abteilung der „Ringsilikate (Cyclosilikate)“ ein. Diese ist allerdings weiter unterteilt nach der Struktur der Ringe, so dass das Mineral entsprechend seinem Aufbau in der Unterabteilung „[Si6O18]12−-Sechser-Einfachringe mit inselartigen, komplexen Anionen“ zu finden ist, wo es zusammen mit Chrom-Dravit, Dravit, Elbait, Feruvit, Buergerit (heute Fluor-Buergerit), Foitit, Liddicoatit (heute Fluor-Liddicoatit), Olenit, Povondrait, Rossmanit, Schörl, Uvit und Vanadiumdravit (Rd, heute Oxy-Vanadium-Dravit) die „Turmalingruppe“ mit der System-Nr. 9.CK.05 bildet.
Auch die vorwiegend im englischen Sprachraum gebräuchliche Systematik der Minerale nach Dana ordnet den Magnesio-Foitit in die Klasse der „Silikate und Germanate“, dort allerdings in die bereits feiner unterteilte Abteilung der „Ringsilikate: Sechserringe“ ein. Hier ist er zusammen mit Foitit und Rossmanit in der „Foitit-Untergruppe“ mit der System-Nr. 61.03a.01 innerhalb der Unterabteilung „Systematik der Minerale nach Dana/Silikate#61.03a Ringsilikate: Sechserringe mit Boratgruppen (Alkali-untersättigte Turmalin-Untergruppe)“ zu finden.

## Chemismus
Magnesio-Foitit ist das ◻-Al-Analog von Dravit bzw. das Magnesium-Analog von Foitit und hat die idealisierte Zusammensetzung [X]◻[Y](Mg2+2Al)[Z]Al6([T]Si6O18)(BO3)3[V](OH)3[W](OH), wobei [X], [Y], [Z], [T], [V] und [W] die Positionen in der Turmalinstruktur sind. Für den Magnesio-Foitit aus der Typlokalität wurde folgende Strukturformel ermittelt:
- [X](Na0,21◻0,79) [Y](Mg2+1,44Fe2+0,13Al1,42) [Z]Al6 [T]Si6O18(BO3)3[V](OH)3 [W](OH)

Magnesio-Foitit bildet komplexe Mischkristalle vor allem mit Dravit, Oxy-Dravit und Foitit entsprechend der Austauschreaktionen
- [X]◻ + [Y]Al = [X]Na + [Y]Mg (Dravit)
- [X]◻ + [W](OH) = [X]Na + [W]O (Oxy-Dravit)
- [Y]Mg = [Y]Fe (Foitit)

## Kristallstruktur
Magnesio-Foitit kristallisiert mit trigonaler Symmetrie in der Raumgruppe R3m (Raumgruppen-Nr. 160) mit 3 Formeleinheiten pro Elementarzelle. Die Gitterparameter des natürlichen Mischkristalls aus der Typlokalität sind: a = 15,967(2) Å, c = 7,126(1) Å. Für das synthetische Äquivalent von Magnesio-Foitit wurde a = 15,900(15) Å, c = 7,115(10) Å gemessen.
Die Kristallstruktur ist die von Turmalin. Die von 9 bis 10 Sauerstoffen umgebene X-Position ist nicht besetzt, die oktaedrisch koordinierte [Y]-Position ist gemischt besetzt mit zwei Magnesium (Mg2+) und ein Aluminium (Al3+) und die kleinere, ebenfalls oktaedrisch koordinierte [Z]-Position enthält (Al3+). Silizium (Si4+) besetzt die tetraedrisch koordinierte [T]-Position und die [W]-Anionenposition ist mit einer (OH)−-Gruppe besetzt.

## Bildung und Fundorte
Der Stabilitätsbereich von Magnesio-Foitit reicht von den niedrigen Drucken und Temperaturen der Diagenese bis zu magmatischen Temperaturen und hohen Drucken.
Bei einem Druck von 2 kBar und Temperaturen über 700-750 °C wird Magnesio-Foitit bei Anwesenheit von Quarz angebaut zu Cordierit und B2O3-haltiger, SiO2-reicher Schmelze. Die obere Druckstabilität ist nicht bekannt. Magnesio-Foitit konnte auch bei 20 kBar synthetisiert werden.
Die Typlokalität liegt im Kyonosawa-Gebiet, Mitomi-mura, Higashi-Yamanashi-gun in der Präfektur Yamanashi auf der Insel Honshu, Japan. Magnesio-Foitit tritt hier zusammen mit Quarz, Dumortierit und Kaolinit in andesitischen Tuffen und vulkanischen Brekzien auf, die von sauren Lösungen umgewandelt worden sind. Weitere Produkte der hydrothermalen Umwandlung sind Alunit, Pyrophyllit, Topas, Zunyit, Pyrit und Rutil.
In den Uranlagerstätten Rabbit Lake, Second Link Lake und Key Lake am Rande des Athabaska Beckens in Kanada tritt farbloser, sehr feinkörniger Magnesio-Foitit in Form nadeliger, oft radialstrahliger Aggregate auf, die feine Gänge und Risse in hydrothermal veränderten Granit oder Sandstein füllen. Gebildet wurde der Magnesio-Foitit hier unter oxidierenden Bedingungen bei 150 - 180 °C, 0,6 - 1,4 kBar. Begleitminerale sind Quarz, Hämatit und Chlorit.
Im Königsalm Pegmatit nördlich von Senftenberg (Niederösterreich) findet sich grau-grüner Magnesio-Foitit aufgewachsen auf rosa Foitit in Miarolen. Er tritt hier zusammen mit Quarz (Rauchquarz, Rosenquarz), Mikroklin, Albit, Muskovit, Biotit, Apatit, Ilmenit, Xenotim, Monazit, Zirkon, Almandin-reichem Spessartin, Zoisit und Columbit-(Fe) auf.
Quarzgänge im Pacherka Hill, 4,5 km nordwestlich von Tisovec in der Slowakei enthalten in Rissen radialstrahlige Aggregate langprismatischer bis haarförmiger, hellgrauer bis grüner Turmaline. Ihre Zusammensetzung reicht von Dravit und Oxy-Dravit an der Wurzelzone über Magnesio-Foitit (eisenhaltig) im mittleren Bereich zu foititisch am äußeren Ende der Kristallnadeln.